# バンジャマン・ペレ
バンジャマン・ペレ（Benjamin Péret、1899年7月4日 - 1959年9月18日）はフランスの詩人。ダダイスム、シュルレアリスムに参加。自動記述、夢の記述、催眠実験などブルトンを中心とするシュルレアリスムの活動に最も積極的に参加した。ブラジル滞在中にトロツキズムに傾倒。スペイン内戦に義勇兵として参加し、第二次大戦中には政治活動のために収監されるが、保釈されて1941年にメキシコに亡命。7年以上にわたる亡命生活では政治活動のほか、メソアメリカの神話や伝説、民話を収集・編纂した。また、こうした活動の一環として、『チュマイェルのチラム・バラムの書』、トロツキーの『文学と革命』、オクタビオ・パスの『太陽の石』などを翻訳した。ペレの詩集は、そのほとんどがイヴ・タンギー、ジョアン・ミロ、マックス・エルンスト、マン・レイらシュルレアリスムの画家・写真家との共作である。

## 背景
バンジャマン・ペレは1899年7月4日、ナントの南約5キロのところにあるルゼ（ペイ・ド・ラ・ロワール地域圏、ロワール＝アトランティック県）でヴィクトル・モーリス・ポール・バンジャマン・ペレとして生まれた。母方は代々ブルターニュ地方およびヴァンデ県、父方は南仏に住んでいた家系である。父は公務員であったが、2歳のときに両親が離婚し、ペレは母に育てられた。1912年にナントの工芸学校リヴェ校（現リセ・ウジェーヌ＝リヴェ）に入学したが、学業に興味が持てずに翌13年7月に退学し、工業デザイン学校に学んだ。

## 第一次大戦
第一次世界大戦が勃発すると志願して（実際には母に強制されて）戦車連隊に配属された。部隊の移動中にコンピエーニュの駅で、後にダダイスムの雑誌として知られることになる『SIC』誌を偶然目にした。アポリネールの詩が掲載されていた。ギリシャのサロニカ前線へ送られたが、後に「下士官が兵卒にあまりにも酷い侮辱の言葉を投げつけ、何かにつけて脅しをかける、まさに徒刑場だった」と述懐している。赤痢にかかって本国に送還され、次いでロレーヌに送られ、まもなく終戦を迎えた。

## ダダイスム
最初に詩を発表したのは19歳のときで、「黄昏」という詩が『トラモンターヌ』という文芸誌に掲載された。アンドレ・ブルトンとの出会いのきっかけは、1920年にペレの母が、息子は作家に向いていると考えてブルトンに連絡を取ったからである。トリスタン・ツァラはすでに前年に渡仏し、パリで活動していた。1919年3月にはブルトン、ルイ・アラゴン、フィリップ・スーポーが『リテラチュール (文学)』を創刊した。この文芸誌は、創刊号にキュビスムの理論家ピエール・ルヴェルディのほか、アンドレ・ジッド、ポール・ヴァレリー、レオン＝ポール・ファルグ、アンドレ・サルモン、マックス・ジャコブ、ブレーズ・サンドラール、ジャン・ポーランが寄稿するなど、ダダイスムの雑誌として創刊されたわけではないが、1920年に入るとダダ宣言が次々と掲載された。だが、翌年には早くもツァラとブルトンの対立が露わになり、他のダダイストを巻き込んで相互の溝を深めていった。同年の春に上演された即興劇「バレス裁判」は、かつてアナキスト・耽美主義者として青年知識人に深甚な影響を与えた文学者モーリス・バレスが極右的な政治思想に傾倒したことを批判するものであり、裁判長役はブルトン、ジョルジュ・リブモン＝デセーニュが原告、アラゴンとスーポーが弁護士、ペレはドイツ語を話すフランス兵の証人を演じた。この劇で証人として登場したツァラは観客の前でブルトンをバレス並みの卑劣漢扱いをした。この対立は、1922年1月にブルトンが呼びかけた「現代精神の綱領決定と擁護のための」パリ会議をツァラが伝統への回帰だと批判したこと、同年3月にブルトンが『コメディア』紙に「ダダ以後」と題する記事を発表してツァラを中心とするダダイスムをすでに時代遅れであると批判したこと、さらにツァラがこれに対する応酬として『髭の生えた心臓』紙を創刊したこと、最後に、この新聞の寄稿者が企画した「髭の生えた心臓の夕べ」でツァラ派とブルトン派の対立から乱闘が起こり、警察を呼ぶ騒ぎになったことなどから、ダダイスムは終焉を告げることになった。ペレは『髭の生えた心臓』紙の創刊号（かつ最終号）に参加したツァラ派であったが、「髭の生えた心臓の夕べ」では、アラゴンらとともに会場から追い出された。これ以後は、ブルトンを中心とするシュルレアリスムの活動、特に自動記述、夢の記述、催眠実験などその主な活動に最も積極的に参加することになる。
こうした経緯から、『リテラチュール』誌もダダと縁を切ることになった。1921年8月にいったん終刊となり、翌22年の5月に再出発した。1924年6月に廃刊となるまでブルトンが主筆を務め、ペレは同年10月号に「ダダは死んだ」という言葉で始まる散文詩「私の目を通して」を掲載した。この詩ではかつてのダダイストについて、「リヴェルディは錆びたナット、ジャン・コクトーは天使の糞、レイモン・ラディゲは天使の糞掻きベラ、マックス・ジャコブはキリストの心臓、トリスタン・ツァラはダダ、マン・レイは網膜の毛、リブモン＝デセーニュは神の15分」と表現し、「ギヨーム・アポリネールとマルセル・デュシャンが待っている。私はダダの眼鏡を外して、いざ、出発だ」と語っている。

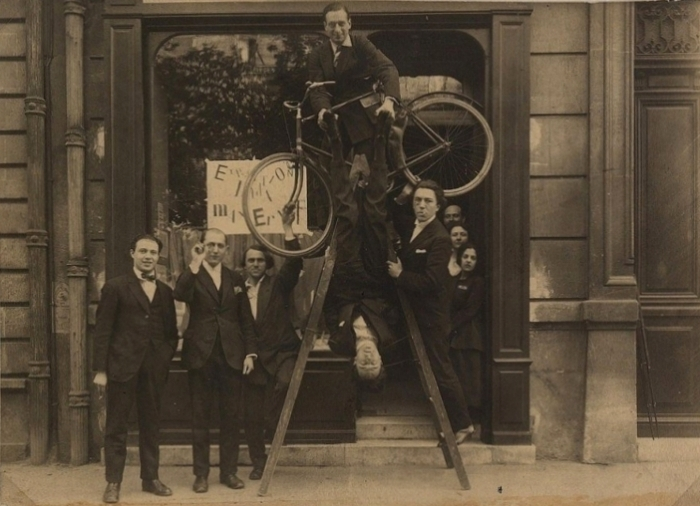
オ・サン・パレイユ社で開催されたマックス・エルンスト展（1921年5月2日）：向かって左から「オ・サン・パレイユ」社の創設者ルネ・イルソム、バンジャマン・ペレ、セルジュ・シャルシューヌフィリップ・スーポー（上部）、ジャック・リゴー（逆さま）、アンドレ・ブルトン、シモーヌ・カーン（奥の入口）

なお、この間、1921年に最初の詩集『大西洋航路横断客船の乗客』が刊行された。ブルトンとスーポーの自動記述の試み『磁場』が書かれた2年後（刊行の翌年）のことであり、『大西洋航路横断客船の乗客』も『磁場』も同じオ・サン・パレイユ (同じ意味で) 社から刊行されたが、この出版社は、1919年に（後に共産党の出版社の編集長を務めた）ルネ・イルソムによって創設された最初のシュルレアリスムの出版社（1936年廃業）であり、『大西洋航路横断客船の乗客』はダダ叢書としての刊行であった。この詩集の表紙画はジャン・アルプが描いている。次作のコント（短い物語）集『サン＝ジェルマン大通り一二五番地で』（1923年）と代表作の詩集『不死の病』はシュルリアリスムの作品集であり、いずれも『リテラチュール』誌叢書として出版された。『不死の病』の扉にはマン・レイの写真が掲載されている。これ以後の作品集もシュルレアリスムの画家（特にイヴ・タンギー、ジョアン・ミロ、マックス・エルンスト）や写真家（特にマン・レイ）との共作である。

## シュルレアリスム
パリ7区のグルネル通りにシュルレアリスム研究所を設立して、シュルレアリスム宣言を発表、さらにアナトール・フランスの死去の際に、この権威的な存在を葬り去り、乗り越えようとするシュルレアリスムの最初の象徴的な事件、すなわち小冊子『死骸』の発表があったのは1924年のことだが、シュルレアリスムの重要な3つの実験（自動記述、夢の記述、催眠実験）はすでにこれ以前から試みられていた。1922年9月に行われた催眠実験では、ペレ、ルネ・クルヴェル、ロベール・デスノスが被験者になり、催眠状態に入った3人が他の参加者の質問に答えるという霊媒実験（心霊実験）を模した試みであった。この様子についてブルトンが「霊媒の登場」と題する一種の報告書を書き、『リテラチュール』第6号（1922年11月）に掲載した。だが、催眠実験（睡眠実験）がエスカレートすると、被験者が自分自身や参加者に危害を加える恐れがでてきた。クルヴェルは自殺を企てようとし、デスノスは周囲の友人にナイフを持って襲いかかった。ペレは狂言で催眠状態に入ったふりをしたという。
1924年12月1日に文芸誌『シュルレアリスム革命』が創刊された。ペレはエリュアール、アラゴン、デスノスらとともに「シュルレアリスム作品」として対話による劇詩を掲載した。マン・レイの写真、ジョルジョ・デ・キリコ、エルンスト、パブロ・ピカソ、アンドレ・マッソンらの画も多数掲載された。表紙には参加者全員の写真の下に「新人権宣言となるべきである」と書かれている。出版社はガリマール図書（ガリマール出版社の前身）で、最初の4号はペレとピエール・ナヴィルが編集、以後はアラゴンが中心となって1929年まで5年にわたって自動記述、催眠実験、デペイズマン、コラージュ、デカルコマニー、フロッタージュ、無意識、夢、偶然、不条理などシュルレアリスムの重要なテーマをすべて取り上げ、運動の最も重要な雑誌の一つとなった。
アンリ・バルビュスが1919年に発表した『クラルテ』 を契機として共産主義知識人らが起こした国際的な反戦平和運動の機関誌『クラルテ』にシュルレアリストが参加するようになり、とりわけ、リーフ戦争でフランスが1925年7月にリーフ共和国に宣戦布告してモロッコに侵攻すると、バルビュスの反戦の呼びかけに賛同したシュルレアリストと『クラルテ』誌の共産主義者がリーフ戦争反対声明に共同署名し、これを「まず革命を、そして常に革命を」と題して共産党の機関紙『リュマニテ』紙に掲載した。これは、シュルレアリストらにとって文学芸術革命を社会革命へつなげようとする試みであり、ペレは、ブルトンが『シュルレアリスム革命』第5号にレーニンとトロツキーに関する記事を掲載したのを機にマルクス主義に傾倒し、『リュマニテ』紙に反教権主義やシュルレアリスムの映画に関する記事を掲載。1927年にはエリュアール、アラゴン、ブルトン、ピエール・ユニックとともに共産党に入党した。5人はシュルレアリストの入党に関する誤解を解くために「白日の下に」と題する小冊子を作成し、シュルレアリストは共産党において特殊な役割を担うことになると主張したが、ペレ自身はまもなく、党の活動には一切関わらなくなった。

## ブラジル - トロツキズム
1928年にパリで行われたエイトル・ヴィラ＝ロボスの演奏会でソリストを務めたブラジルの声楽家エルシー・ヒューストンに出会って結婚。翌1929年2月に彼女とともにブラジルに移住し、サンパウロに3年ほど滞在した。ヒューストンを介して彼女の義兄でトロツキストのマリオ・ペドロサに出会い、トロツキーが主導する左翼反対派（後の国際左翼反対派）の運動の一環としてブラジル共産主義者同盟を結成した。また、詩人で『食人宣言』を著したオズワルド・デ・アンドラーデに出会い、彼を中心に従来のヨーロッパ追随型のブラジルからの脱却を目指すブラジル・モダニズムの作家や芸術家 と交友を深めた。

カール・ヴァン・ヴェクテンによるエルシー・ヒューストンの肖像写真（1940年、アメリカ議会図書館蔵）

ブラジルではシュルレアリスムに関する一連の講演を行い、地元の新聞に文芸評論を掲載した。特に1929年3月7日付『ディアリオ・デ・S・パウロ』紙に「シュルレアリスムとは何か」という記事を掲載し、「目下のところ、私はシュルレアリスムが唯一価値のある無私無欲の活動であると思っている。なぜならば、この活動は精神の完全な自由をもたらすからである」と主張した。1930年11月から翌年1月にかけて、『ディアリオ・ダ・ノイテ』紙上にブラジルの民間信仰マクンバやカンドンブレに関するルポルタージュを13回にわたって掲載した。同年1月21日に左翼反対派共産主義者同盟に加入。校正者労働組合の組合員およびリオデジャネイロ左翼反対派の代表として積極的な活動を行い、トロツキーの『文学と革命』をポルトガル語に翻訳した。ブラジル海軍の反乱に関する著書を執筆しようとしていたが、逮捕・収監され、1931年12月30日に「共産主義の扇動者」として国外追放を受けた。第一子が生まれた4か月後のことであり、妻子を伴ってフランスに帰国したが、1933年20月に妻エルシーは息子を連れてブラジルに帰国。後にアメリカ合衆国に移住し、1943年にマンハッタンの自宅で自殺した（享年40歳）。

## シュルレアリスム・共産主義
ペレは帰国後に官報印刷局の校正係として働く傍ら、再びシュルリアリスムの運動に参加した。ブルトンはシュルレアリストの政治的・文学的立場を明確にするために1930年に『シュルレアリスム第二宣言』を発表したが、デスノス、アントナン・アルトーらを除名するなど内部対立が深刻化し、新たにサルバドール・ダリ、ルイス・ブニュエル、ルネ・シャール、ジョルジュ・サドゥールらを加えて『シュルレアリスム革命』の後続誌『革命に奉仕するシュルレアリスム』 を創刊したばかりであった。また、アラゴンは同年にサドゥールとともにハルキウで開催された国際革命作家同盟 (UIER) の大会にシュルレアリストを代表して参加したのを機に、社会主義リアリズムに転向し、ブルトンと決別した。
1932年3月には国際革命作家同盟のフランス支部「革命作家芸術家協会」が結成され、ペレ、アラゴンのほか、ブルトン、デスノス、エルンスト、バルビュス、ジッド、ロマン・ロラン、ロバート・キャパ、ウジェーヌ・ダビ、ジャン・ゲーノ、ジャン・ジオノ、アンドレ・マルロー、ポール・ニザンらが参加した。また、アクション・フランセーズなどの右派・極右勢力がナチスによるドイツ制覇に連動して民衆を扇動して起こした1934年2月6日の危機への抗議として結成された反ファシズム知識人監視委員会（委員長ポール・リヴェ、副委員長アラン、ポール・ランジュヴァン）にも参加している。この活動はファシズム勢力に対抗する人民戦線の結成につながった。ペレはさらに、ナヴィルとレイモン・モリニエが率いる共産主義者同盟に加入しようとしたが両者間の分裂もあって拒否され、1935年にフランス社会党 (SFIO) から除名されたトロツキストによって結成され、ナヴィルが党首を務めるインターナショナル労働党 (POI) に入党した。
一方、この頃のシュルレアリストの活動としてメディアで大きく取り上げられたのは、1933年10月に、両親を殺害したかどで無期懲役刑を言い渡された18歳の女性ヴィオレット・ノジエールのための小冊子を刊行したことである。この小冊子にはペレ、ブルトン、エリュアール、クルヴェル、モーリス・アンリらによるテクストのほか、ダリ、エルンスト、アルプ、タンギー、マルセル・ジャン、ジャコメッティ、マグリットの作品、そして表紙にはマン・レイの写真が掲載された。1935年4月末から5月にかけて、ブルトンとともにスペイン領カナリア諸島を訪れ、テネリフェ島のサンタ・クルスで行われたシュルレアリスム展に参加した。ペレはここでブルトンが提示した「客観的偶然」の理論に基づいて、後に論考「ペレの話を聞く」（1943年）を発表することになる。
1935年6月にパリで開催され第1回文化擁護国際作家会議では、アラゴンがソ連代表イリヤ・エレンブルグの協力を得て事務局を務め、ソ連からはエレンブルグのほかイサーク・バーベリ、ドイツからはハインリヒ・マン、ベルトルト・ブレヒト、アンナ・ゼーガース、オーストリアからローベルト・ムージル、英国からオルダス・ハクスリーらが参加したが、エレンブルグと対立したブルトンが同会議から追放され、このことが間接的な原因となって結核を患っていたクルヴェルが自殺するなど多くの問題が重なった。さらに、ブルトンの代わりに彼の演説原稿を読み上げたエリュアールは、「仏ソ相互援助条約の締結および仏ソ文化協力に反対した」と誤解された。この結果、コミンテルンおよびスターリンのソ連を支持する共産主義者らとシュルレアリストらの決別は決定的なものとなり、これに対してシュルレアリストらは「シュルレアリストが正しかった時代から」と題する共同声明を発表した。
ペレは、共産党員として作家芸術家協会の機関誌『コミューン』の編集長、共産党の機関紙『ス・ソワール (今夜)』の編集長を歴任したアラゴンとは対立的な立場にあった。1935年10月に、それまで仲違いしていたブルトンとジョルジュ・バタイユ が革命知識人闘争同盟「コントル・アタック（反撃）」を結成した。反資本主義、反議会主義を唱え、労働者に、資本家や国家主義者たちに対する反撃を準備するよう呼びかけるこの組織は、翌36年5月に機関紙『コントル・アタック手帖』を刊行。ペレは、コントル・アタックの集会に参加し、『コントル・アタック手帖』にも寄稿したが、この機関紙は創刊号をもって終刊となり、バタイユらはシュルレアリスト・グループと決裂した。
1936年には代表作『私はこのパンは食べない』、『私は浄化させる』を発表。いずれもエルンストの作品（前者はエッチング、後者はフロッタージュ）が掲載されている。

## スペイン内戦
同年、スペインで軍事蜂起が起こった数日後に（スペイン内戦）、ジャン・ルー、レオポルド・サバスとともにインターナショナル労働党の代表として現地に派遣された。マルクス主義統一労働者党 (POUM) との連携を模索するためであったが失敗に終わり、トロツキストがPOUMから除名されると、ブエナヴェントゥラ・ドゥルティのアナキスト部隊（ドゥルティ縦隊）に参加した。ペレはスペインに1年ほど滞在し、バルセロナで出会ったシュルレアリスムの画家レメディオス・ヴァロを連れて、翌37年の4月に帰国した（ヴァロとは1946年にメキシコで結婚）。
1938年、ブルトンが「欧州文化の解毒剤を求めて」「シュルレアルな国」メキシコを訪れ、前年にメキシコに亡命したトロツキーとともに「独立革命芸術のために」と題する声明を起草し（ただし、トロツキーの代わりに画家ディエゴ・リベラが署名）、独立革命芸術国際連盟 (FIARI) を結成した。ペレはFIARIに加入し、同連盟の会報『クレ (鍵)』 に寄稿し、また、排外主義（熱狂的愛国主義）を批判して「封印状 を廃止せよ、灰色の恐怖政治を倒せ」と題するFIARIのビラを作成している。

## 第二次大戦 - メキシコ亡命
1939年に第二次世界大戦が勃発。40年2月に動員された。ドイツ軍がフランスに侵攻し、ペレは政治活動のために逮捕され、レンヌ刑務所に収監されたが、混乱のなかで保釈され、ヴァロとともに南部自由地帯のマルセイユに逃れた。アメリカ合衆国への亡命を考えたが、これまでの政治活動から許可される見込みがなかったため、1941年10月にいったんカサブランカ（モロッコ）に行き、カサブランカからメキシコに向かった。アメリカ大陸との航路が途絶する直前であった。1941年12月にヴェラクルスに到着した。
ペレとヴァロはメキシコシティに居を定め、詩人オクタビオ・パス、レオノーラ・キャリントン、カティ・オルナ、ヴォルフガング・パーレンらのシュルレアリスムの画家・写真家に再会し、活動を共にした。
メキシコでのペレの活動は主にトロツキーの寡婦ナターリア・セドーヴァ、および第四インターナショナル・スペイン支部を率い、スペイン内戦末期にメキシコに逃れたグランディーソ・ムニスらとの政治活動であり、メキシコに亡命したスペイン人トロツキストの会報『コントラ・ラ・コリエンテ (流れに逆らって)』などに多くの記事を掲載し、さらに第四インターナショナル国際書記局内部の会報にも寄稿している。ペレはこれらの記事で、独ソ不可侵条約について、「ヒトラー＝スターリン協定は、ロシア反革命の歴史における決定的な転換点であり、帝国主義者同士の対立という段階への移行を記すものである」、スターリン官僚主義は、「現在のソ連に存在する国家資本主義に基づく社会階級」と「宗教的なカースト制度」を組み合わせたものであると論じ、さらに、「左翼統一戦線」という発想に反対し、標的をスターリニズムに絞るべきであると主張した。こうした立場からペレは、1946年に「聖書釈義者の声明」と題するテクストをペラルタという偽名で発表し、第四インターナショナルとの決別を表明した。
ペレにとっては文学・芸術的革命であるシュルレアリスムと社会・政治改革としての革命は分ち難いものであり、文学においても、慣用表現などの硬直した言語や体制順応主義を批判し、既成概念や既存の秩序を覆そうとする姿勢を終生貫いた。一方で、たとえ革命的な政治活動であっても、このために文学作品を利用することには反対であった。ペレがこのような態度を表明したのは、かつてシュルレアリストとして活動を共にしたエリュアール、アラゴンら22人のレジスタンス詩人のアンソロジー『詩人たちの名誉』が刊行されたときのことである。これは、ナチス・ドイツ占領下のパリで作家のジャン・ブリュレル（ヴェルコール）とピエール・ド・レスキュールが創設した地下出版の深夜叢書から1943年に刊行されたアンソロジーであり、ナチスの厳しい検閲・言論統制に対する抵抗運動の一環であった。編纂にあたったエリュアールは、無署名で序文を書き（寄稿者はすべて偽名である）、「アメリカ人民に鼓舞されたホイットマン、武器を取れと呼びかけたユーゴー、パリ・コミューンから霊感を与えられたランボー、みずからも奮い立ち、ひとをも奮い立たせたマヤコフスキー・・・広大な見地に立った詩人たちは行動へと導かれたのだ・・・闘争こそが詩人たちに力を与えることができる（大島博光訳）」と訴えた。『詩人たちの名誉』は民衆の共感を呼んでたちまち数版を重ね、翌1944年には欧州編が刊行され、ブラジルでも『フランス・レジスタンス詩選集』として刊行された。これに対してペレは、1945年にメキシコで「詩人たちの不名誉」と題する小冊子を発表し、「結局、これらの「詩人たち」の名誉とは、詩人を辞めて広告代理店になることなのだ・・・革命家として、革命的な方法によってナチス・ドイツの敗北に貢献するならまだしも、詩人が、その作品や作品の文化的意義とは別に、このような問題に介入するべきではない」と辛らつに批判した。『詩人たちの不名誉』はメキシコでの出版と同時に、詩人アラン・ゲールブランが同年にパリで創設したK出版社からも刊行された。

## フランス帰国後

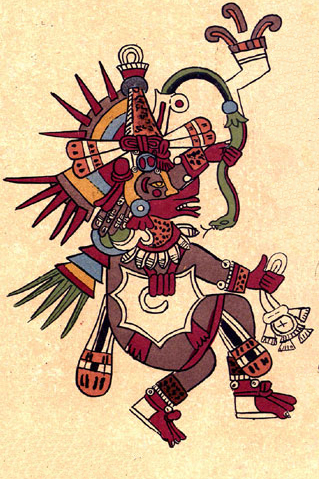
ボルボニクス絵文書のケツァルコアトル

1948年の初めに、メキシコでの7年以上にわたる生活に終止符を打って一人フランスに帰国した。ヴァロはメキシコに残った。パリのシュルレアリストらに再会し、『ネオン』、『シュルレアリスム半世紀の暦』、『霊媒』などのシュルレアリスムの定期刊行物のほか、レジスタンス・グループ「コンバ」の機関紙として創刊された『コンバ』や映画評論誌『アール (芸術)』に寄稿した。また、シュルレアリスムの映画雑誌『シネマの時代』に寄稿し、映画制作にも参加した。造形作家のミシェル・ザンバッカとジャン＝ルイ・ベドゥアンが制作した映画『世界創造』および『ケツァルコアトル ― 羽毛ある蛇』ではテクストを執筆し、ブルトンとの対談も収録された。
帰国後は労働組合に関する記事を書く程度で政治活動はほとんど行っていないが、メキシコから渡仏したグランディーソ・ムニス、ハイメ・フェルナンデス・ロドリゲスとともにマルクス主義グループ「労働者革命母体」を結成し、「第二の共産主義者宣言のために」を発表（没後出版）。また、二人がスペインに帰国した後、バルセロナの港湾労働者のストライキに参加し、逮捕されると、スペインに滞在して釈放を求める運動に参加した。

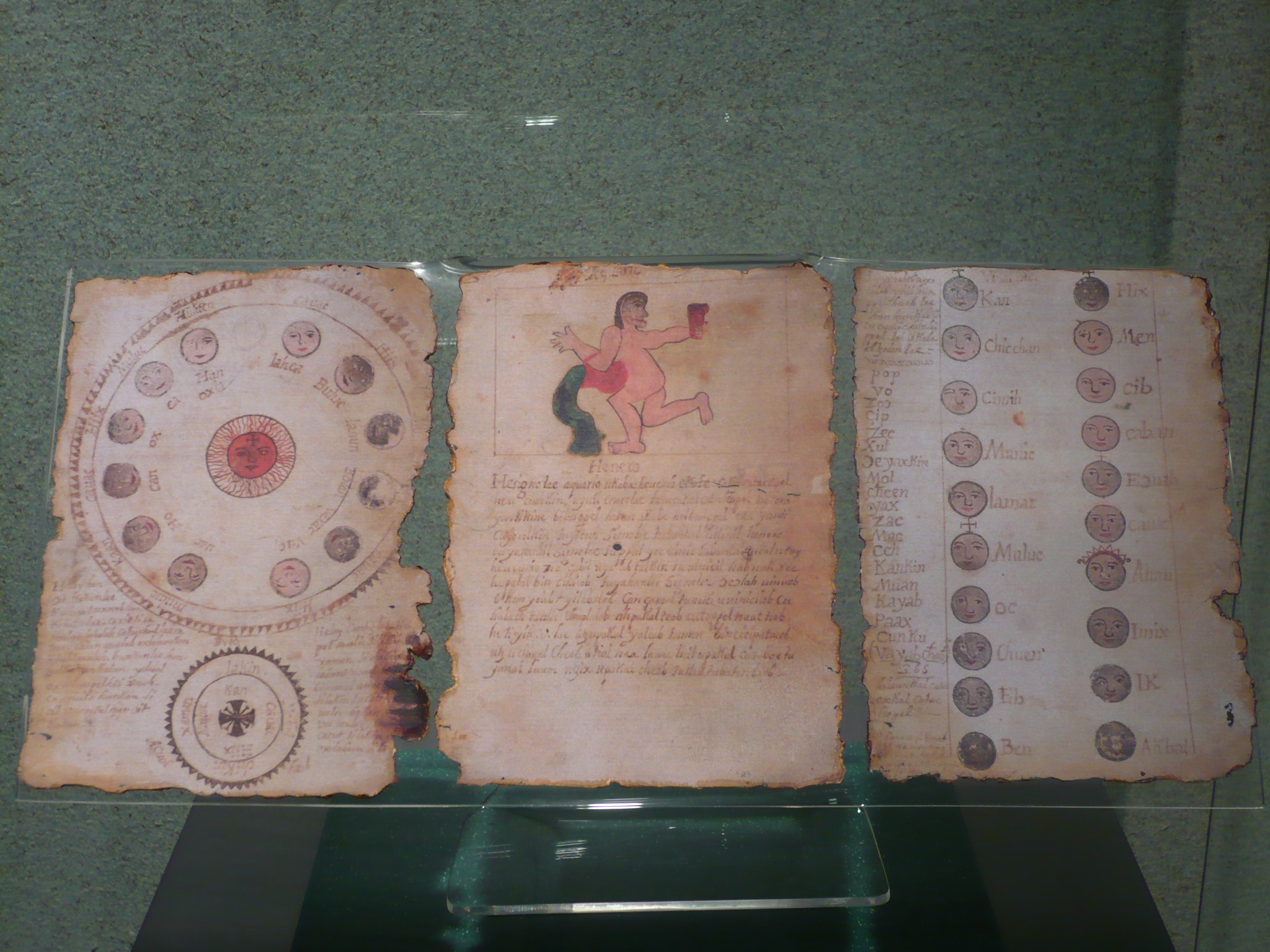
『チラム・バラムの書』（メキシコ国立人類学博物館蔵）

1955年にマヤの神官の予言書の一つである『チュマイェルのチラム・バラムの書』をスペイン語からフランス語に訳し、解説を加えてドノエル社から出版した。同年6月から翌年4月までブラジルに滞在したが、1931年に国外追放を受けていたために再び逮捕され、釈放を求める超党派の知識人の運動により、2日後に釈放されて帰国した。
1959年9月18日、大動脈内血栓症のため、パリ17区のブシコー病院で死去、享年60歳。バティニョール墓地に埋葬された。翌年、彼が17年の長きにわたって執筆した『アメリカの神話・伝説・民話選集』が刊行された。
1963年に、ブルトン、ナヴィル、ベドゥアン、ルネ・アロー、リーズ・ドゥアルム、ピエール・ド・マッソらによってバンジャマン・ペレ友の会が結成され、1969年から1995年にわたって、同会が編纂したバンジャマン・ペレの全集全7巻が刊行された。第7巻所収の詳細かつ網羅的な書誌情報はシュルレアリスム研究者の鈴木雅雄が執筆している。

## 著書

### 主な著書
邦訳はボールドのみ（以下「邦訳」参照）。原著のボールドは代表作。年は初版の出版年。ほとんどの作品が再刊・全集所収。
| 邦訳 | 原著                                                            | 年   | 解説 |
| --- | --------------------------------------------------------------- | ---- | --- |
| 大西洋航路横断客船の乗客 | Le Passager du Transatlantique                                  | 1921 | 最初のシュルレアリスム出版社「オ・サン・パレイユ」から「ダダ叢書」として刊行、表紙画：ジャン・アルプ |
| サン＝ジェルマン大通り一二五番地で | Au 125 du boulevard Saint-Germain                               | 1923 | 『リテラチュール』誌叢書、マックス・エルンストのドライポイント、ペレ自身による素描 |
| 不死の病 | Immortelle maladie                                              | 1924 | 『リテラチュール』誌叢書、扉の写真：マン・レイ |
| 昔々ある所にパン屋がいた | Il était une boulangère                                         | 1925 | サジテール出版社「新手帖」叢書 |
| 当世風の箴言152 | 152 proverbes mis au goût du jour                               | 1925 | 『シュルレアリスム革命』誌、ポール・エリュアールとの共著 |
| 眠る、眠る、石の間で | Dormir, dormir dans les pierres                                 | 1927 | シュルレアリスト出版社、表紙画：イヴ・タンギー |
| いきり立った睾丸 | Les Couilles enragées                                           | 1928 | 性愛を描く短編。性愛文学を専門とするルネ・ボネル出版社から刊行されたが、没収され、1954年に「睾丸（クイユ）」を「錆（ルイユ）」に変えて書名『いきり立った錆』、筆名サティルモンでエリック・ロスフェルド社から再刊。「サティール」は「サテュロス、色情症」の意。表紙画：イヴ・タンギー。2016年、再刊。 |
| …すると乳房が死ぬ… | ...Et les seins mouraient...                                    | 1928 | カイエ・デュ・シュッド誌、口絵：ジョアン・ミロ |
| 大いなる賭け | Le Grand jeu                                                    | 1928 | ガリマール出版社、表紙：マン・レイによるバンジャマン・ペレの肖像写真、1969年の再版はロベール・ベナユーンの序文 |
| 1929 | 1929                                                            | 1929 | 出版者に関する記述なし。ルイ・アラゴンとの共著、マン・レイの写真 |
| 自動記述 | L'écriture automatique                                          |      | ブラジルの新聞『ディアリオ・ダ・ノイテ』紙掲載のために執筆、全集第4巻所収。 |
| 植民地博覧会へ行ってはいけない | Ne visitez pas l'exposition coloniale                           | 1931 | パリ植民地博覧会に抗議するために作成・配布したビラ。 |
| とっておきの | De derrière les fagots                                          | 1934 | シュルレアリスト出版社・ジョゼ・コルティ出版社、ポール・エリュアールによる紹介文、パブロ・ピカソのエッチング「マラーの死」 |
| シュルレアリストが正しかった時代から | Du temps que les surréalistes avaient raison                    | 1935 | シュルレアリスト出版社 |
| 私はこのパンは食べない | Je ne mange pas de ce pain-là                                   | 1936 | シュルレアリスト出版社、マックス・エルンストのエッチング |
| 私は浄化させる | Je sublime                                                      | 1936 | シュルレアリスト出版社、マックス・エルンストのフロッタージュ |
| 3つのさくらんぼと1匹の鰯 | Trois cerises et une sardine                                    | 1937 | ギィ・レヴィ・マノ出版社、イヴ・タンギーの素描 |
| 亡霊の楽園 | Au paradis des fantômes                                         | 1938 | 「ディヴェルティスマン」叢書、口絵：ジョアン・ミロ |
| 公然たる敵 | Un ennemi déclaré                                               | 1939 | 独立革命芸術国際連盟の会報『クレ (鍵)』掲載、エミール・アンブルザンのスペイン内戦に関する記事への反論 |
| ペレの話を聞く | La Parole est à Péret                                           | 1943 | シュルレアリスト出版社、ペレの詩論 |
| 詩人たちの不名誉 | Le Déshonneur des poètes                                        | 1945 | 「詩と革命」社（メキシコ）・アラン・ゲールブランのK出版社（パリ）、ポール・エリュアール編纂の抵抗詩人22人のアンソロジー『詩人たちの名誉』への抗議として。 |
| 最後の不幸、最後のチャンス | Dernier malheur, dernière chance                                | 1946 | 戦時中にマックス＝ポル・フーシェがアルジェで創刊した『フォンテーヌ (泉)』誌の出版社、「黄金時代」叢書 |
| それだけの話 | Un point c'est tout                                             | 1946 | 『東西南北』誌掲載、以下の詩集『真ん中に火』所収 |
| 助力 | Main forte                                                      | 1946 | フォンテーヌ誌出版社、ヴィクトル・ブローネル挿絵 |
| 真ん中に火 | Feu central                                                     | 1947 | K出版社、イヴ・タンギー挿絵 |
| 粋な羊 | La brebis galante                                               | 1949 | 第一出版社、表紙・口絵：マックス・エルンスト |
| 全人生 | Toute une vie                                                   | 1950 | バコニエール出版社、共著『アンドレ・ブルトン ― 評論・記録』所収の詩の別刷として。 |
| 反革命労働組合 | Les Syndicats contre la révolution                              | 1952 | グランディーソ・ムニスとの共著、2014年再刊 |
| メキシコ歌曲 | Air mexicain                                                    | 1952 | エリック・ロスフェルド社 / アルカーヌ出版社、ルフィーノ・タマヨの石版画 |
| 世界創造 | L'Invention du monde                                            | 1952 | ミシェル・ザンバッカ、ジャン＝ルイ・ベドゥアン制作の映画のテクスト（解説、語り） |
| ケツァルコアトル ― 羽毛ある蛇 | Quetzalcoalt, le serpent emplumé                                | 1952 | 同上 |
| 反軍国主義、名誉の戦死 | Mort aux vaches et au champ d'honneur                           | 1953 | エリック・ロスフェルドのアルカーヌ出版社 |
| チュマイェルのチラム・バラムの書 | Le Livre de Chilam Balam de Chumayel                            | 1955 | ドノエル出版社、スペイン語からの翻訳および解説 |
| 崇高な愛の詩選集 | Anthologie de l’amour sublime                                   | 1956 | アルバン・ミシェル出版社 |
| パウマレスの都市 | La Commune des Palmares                                         | 1956 | シレプス出版社 |
| 押し殺された叫び | Des cris étouffés                                               | 1957 | 出版者に関する記述なし。（シュルレアリスムの芸術家）メレット・オッペンハイムによる出版、（シュルレアリスムの画家）トワイヤンの挿絵 |
| ジゴ、その生涯と作品 | Le gigot, sa vie et son œuvre                                   | 1957 | エリック・ロスフェルドのテラン・ヴァーグ (空地) 出版社、トワイヤンの挿絵 |
| 博物誌 | Histoire naturelle                                              | 1958 | 詩人ジュアン・マイユーによる出版、トワイヤンのドライポイント・素描 |
| 没後出版 |                                                                 |      | |
| アメリカの神話・伝説・民話選集 | Anthologie des mythes, légendes et contes populaires d’Amérique | 1960 | アルバン・ミシェル出版社、序文：「ペレの話を聞く」 |
| 貴婦人と将校 | Dames et généraux                                               | 1964 | (パリ) Berggruen & (ミラノ) Schwarz、イタリアの画家エンリコ・バイのエッチング、表紙：マルセル・デュシャン作「偽りの爵位」、序文：アンドレ・ブルトン |
| 懐手 | Les Mains dans les poches                                       | 1965 | レオ出版社「ファタ・モルガーナ（蜃気楼）」叢書、ロベール・ラガルドのエッチング |
| 第二の共産主義者宣言のために | Pour un second manifeste communiste                             | 1965 | エリック・ロスフェルド社、グランディーソ・ムニスとの共著 |
| 未発表の詩3篇 | Trois poèmes inédits                                            | 2000 | ルー・ソン・ファシェ出版社、ジャック・ラコンブレ挿絵 |
| ブラジルの熱帯で ― インディオを訪れる | Dans la zone torride du Brésil. Visites aux indiens             | 2014 | シュマン・ド・フェール出版社、巻頭言：ジェローム・デュヴァ、後書き：レオノール・ド・アブルー |
| ブラジルのプリミティブアート・大衆芸術 | Les arts primitifs et populaires du Brésil                      | 2017 | サンドル出版社、未発表の写真200枚以上 |
| アンドレ・ブルトン＝バンジャマン・ペレ往復書簡 1920-1959 | André Breton et Benjamin Péret, Correspondance 1920-1959        | 2017 | ガリマール出版社 |
| 全集（全7巻）('Œuvres complètes) 1969-1995（第1 - 4巻：エリック・ロスフェルド、第5～7巻：ジョゼ・コルティ）バンジャマン・ペレ友の会編。第1巻・第2巻：詩作品、第3巻：散文作品（コント）、第4巻：散文作品・共著、第5巻：政治に関するテクスト、第6巻：アメリカ大陸、他の国に関するテクスト、映画、造形芸術に関するテクスト、第7巻：「詩人たちの不名誉」その他のテクスト、書簡、書誌情報。 |                                                                 |      | |

### 邦訳
| 邦題                                   | 翻訳者・出版社・出版年 |
| -------------------------------------- | --- |
| 「バンジャマン・ペレ」                 | 飯島耕一訳、アンドレ・ブルトン編著『黒いユーモア選集』（下巻、山中散生・窪田般彌・小海永二編、国文社、1969年; 河出書房新社 / 河出文庫、2007年）所収 |
| 「シュルレアリスム1938年1月 - 2月」    | アンドレ・ブルトン、ポール・エリュアール著『シュルレアリスム簡約辞典』（現代思潮社、1971年）付録所収                                                |
| 「バンジャマン・ペレ詩抄」             | 桜井竜丸訳、『現代詩手帖』（特集：シュルレアリスムの現在、第16巻第8号、思潮社、1973年）所収                                                         |
| 『サン＝ジェルマン大通り一二五番地で』 | 鈴木雅雄訳、風濤社（シュルレアリスムの本棚）、2013年                                                                                                |

## 参考資料
- Surréalisme-Association des amis de Benjamin Péret - Claude Courtot : Benjamin Péret (1899-1959) - Chronologie 1899-1928, 1929-1941, 1942-1948, 1948-1959.
- Jean-Yves Potel, Marie-Cécile Bouju, PÉRET Benjamin, dit PERALTA, dit MAURICIO - Maitron.
- 藤本恭比古「アンドレ・ブルトンとバンジャマン・ペレ : 窓のデカルコマニー」『福岡大学人文論叢』第48巻第1号、福岡大学研究推進部、2016年6月、179-198頁、ISSN 0285-2764、CRID 1050282677537991424。
- 鈴木雅雄「宗教に抗する神話:バンジャマン・ペレの神話理論をめぐって」『外国語科研究紀要』第41巻第2号、東京大学教養学部外国語科、1993年、47-62頁、ISSN 02869217、CRID 1520290884393474944。
- 唄邦弘「ジョルジュ・バタイユにおける形態の弁証法 : 雑誌『ドキュマン』における「人間の姿」」『美学芸術学論集』第3巻、神戸大学文学部芸術学研究室、2007年3月、18-40頁、doi:10.24546/81002322、hdl:20.500.14094/81002322、ISSN 18801943、CRID 1390009224927396864。
- 田中寛一「ミシェル・フーコーによる封印状の歴史」『天理大学学報』第58巻第2号、天理大学学術研究委員会、2006年2月、59-72頁、ISSN 0387-4311、CRID 1050282813406083328。